# Семь братьев Римских

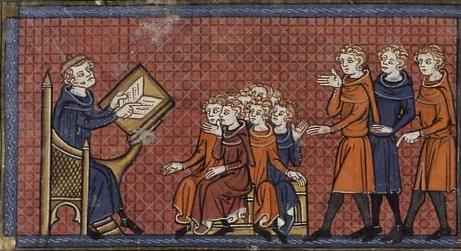
Семь святых братьев

Семь братьев (погибли ок. 150 года) — мученики Римские. День памяти — 10 июля.
Святые Александр, Феликс, Филипп, Марциал, Виталий, Силуан и Ианнуарий, предположительно, братья, пострадали в Риме во времена Антония Пия за отказ поклониться идолам. Имеется мнение, что святые были сыновьями святой Фелициты и казнены вместе с ней. Считается, что они были осуждены четырьмя различными судьями и погибли в разных концах города. Так святой Александр был похоронен на Иордановом кладбище (Jordanorum ad S. Alexandrorum), что на Соляной дороге.